# نور أباد (مرند)
نور أباد هي قرية في مقاطعة مرند، إيران. يقدر عدد سكانها بـ 65 نسمة بحسب إحصاء 2016.